# Syncopacma thaumalea
Syncopacma thaumalea is een vlinder uit de familie tastermotten (Gelechiidae). De wetenschappelijke naam is voor het eerst geldig gepubliceerd in 1905 door Walsingham.
De soort komt voor in Europa.